# Phlogopite
La phlogopite est une espèce  minérale du groupe des silicates et du sous-groupe des phyllosilicates de la famille des micas, de formule KMg3AlSi3O10(OH)2 avec des traces de Mn; Ba; Cr; Na; Ti; Ni; Zn; Ca; Li; Rb; H2O.

## Inventeur et étymologie
Décrit par Johann August Friedrich Breithaupt en 1841, son nom dérive du grec φλογωπός (phlogôpós) qui veut dire "semblable à la flamme", en allusion à la couleur de certains spécimens.

## Topotype
Edwards, comté de Saint Lawrence, New york, États-Unis. Déposé à l'académie des mines de Freiberg, Saxe, Allemagne N°24966.

## Cristallographie
La phlogopite donne plusieurs polytypes au nombre de couches variables. La symétrie dépend de l'empilement des couches en chaque polytype. Les polytypes sont : 
- 2M (monoclinique) le plus commun 
  - Paramètres de la maille conventionnelle : a = 5,31 Å, b = 9,23 Å, c = 20,36 Å, β = 99,3°, Z = 4 ;  V = 984,75 Å3
  - Densité calculée= 2,83
- 1M (monoclinique)
- 3T (trigonal)

## Cristallochimie
La phlogopite forme une série continue avec la biotite, où elle représente le pôle magnésien.
La phlogopite forme également une série continue avec la muscovite, par la substitution 3 Mg2+ ↔ 2 Al3+ + □. Les termes de la série ont pour formule KyAlx□x/2Mg3−3/2x(Si4−yAly)O10(OH)2 où x varie de 0 (Phl) à 2 (Ms), et y = 1 idéalement.

## Gîtologie
On trouve la phlogopite dans les dolomites et calcaires dolomitiques, ainsi que dans certaines roches magmatiques ultrabasiques.
Les plus grands cristaux proviennent de Kovdor, une localité située dans l'oblast de Mourmansk sur la péninsule de Kola (Russie), où ils sont utilisés comme matériaux d'isolation.

### Minéraux associés
apatite, augite, calcite, diopside, dolomite, épidote, magnétite, scapolite, olivine, titanite, trémolite vésuvianite

## Synonymie
- mica bronzé[4]

## Variétés
- barium-phlogopite (bario-phlogopite, baryumphlogopite) : variété contenant plus 1 % de BaO de formule (K,Ba)1-xMg3(OH,F)2AlSi3O10. Initialement décrit à Mansjöberg, Los, Ljusdal, Hälsingland, Suède.
- barytbiotite : variété de phlogopite et non de biotite, de formule idéale (K,Ba)1-x(Mg,Al)2-6(AlSi)8O20 ; connue dans une seule localité :
  - Schelingen, Kaiserstuhl, Bade-Wurtemberg Allemagne[5].
- chromo-phlogopite : variété de phlogopite riche en chrome trouvée dans 3 localités : 
  - Laouni, Hoggar, province de Tamanghasset, Algérie[6] ;
  - xénolithes de péridotite du volcan Lashaine, région du Kilimandjaro, Tanzanie[7] ;
  - Stillwater Complex, comté de Stillwater, Montana, États-Unis.
- ferro-phlogopite : variété riche en fer de formule idéale K(Mg,Fe2+)3AlSi3O10(OH,F)2. Anciennement classé comme variété de biotite (Mg-Al Biotite) trouvée dans 3 localités :
  - Zenith Mine (Phoenix Mine), Renfrew, Bagot Township, comté de Renfrew., Ontario, Canada [8] ;
  - Bajiazi, Jianchang Co., préfecture de Huludao, province de Liaoning, Chine[9] ;
  - Pikes Peak, comté d'El Paso, Colorado États-Unis.
- fluoro-phlogopite : variété riche en fluor (synonyme : fluorine-hydroxyl-phlogopite, fluorphlogopite mica, fluorian phlogopite), trouvé dans une localité en Italie :
  - Vulcano Pian di Celle, San Venanzo, Marsciano, province de Terni, Ombrie [10].
- mangano-phlogopite : variété riche en manganèse, trouvé dans une localité au Japon :
  - Mine de Noda-Tamagawa, préfecture d'Iwate, Région du Tōhoku, Honshū[11].

## Caractéristiques
La phlogopite se clive en fins feuillets et se distingue de la biotite par sa teinte plus claire, brune à incolore.
Hydroxy (OH) analogue de la fluorophlogopite, et analogue magnésien de l'hendricksite.

## Gisements remarquables
France
- Carrière de Talc de Trimouns, Luzenac, Ariège, Midi-Pyrénées [12]
- Sisco, Bastia, Haute-Corse [13]
- Le-Saut-du-Loup, Champagnat-le-Jeune, Jumeaux, Puy-de-Dôme, Auvergne[14]

 Italie
- Cava San Vito, San Vito, Ercolano, mont Somma, complexe volcanique Somma-Vésuve, Naples, Campanie[15].

 Russie
- Kovdor, péninsule de Kola, Murmanskaja Oblast[16]

 Zimbabwe
- Sandawana Mine (Zeus mine), Sandawana-Belingwe District, Mweza Range (Wedja), Matabeleland[17]

## Galerie

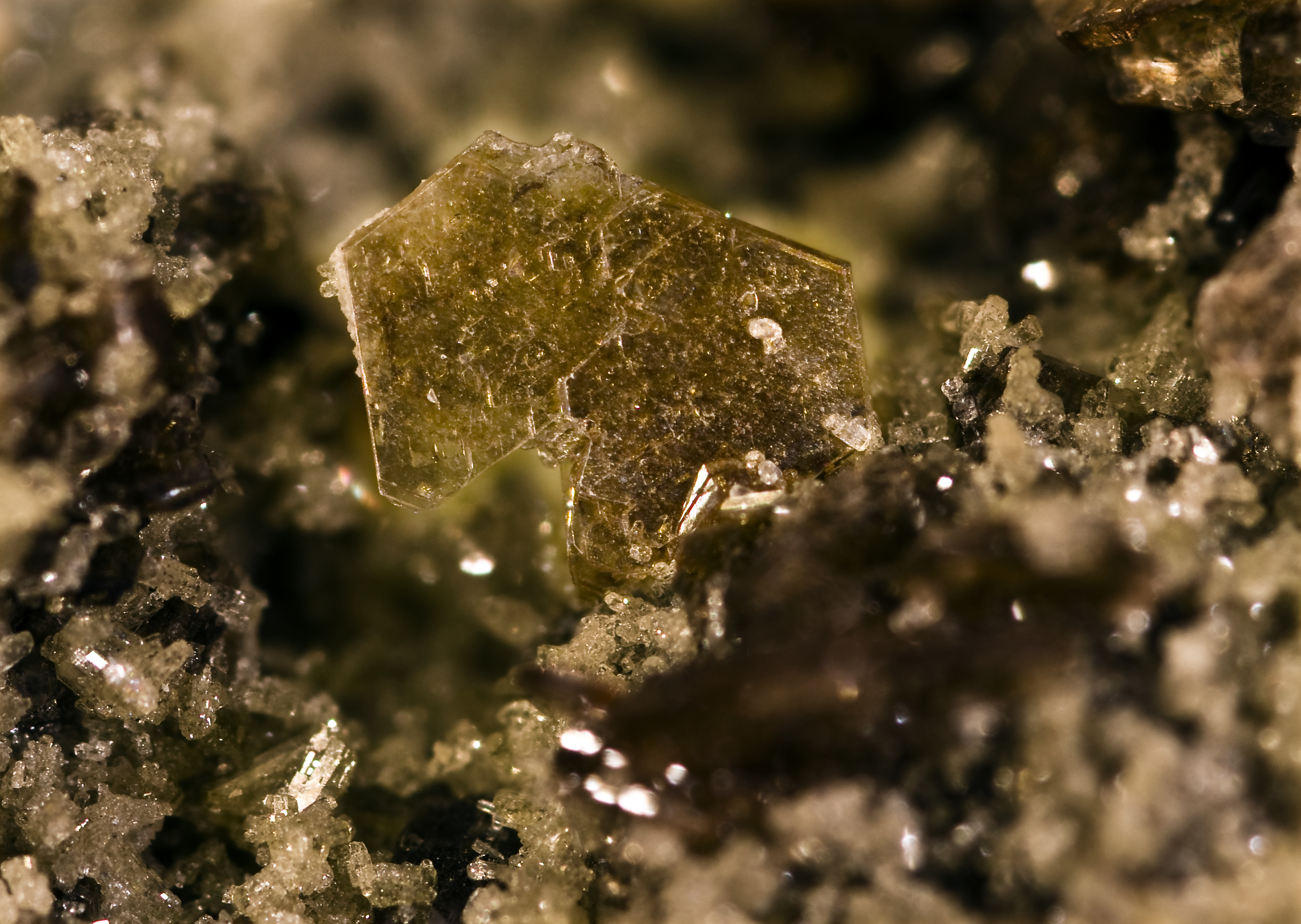
Monocristal de phlogopite - mont Somma Italie - (vue 1 cm)
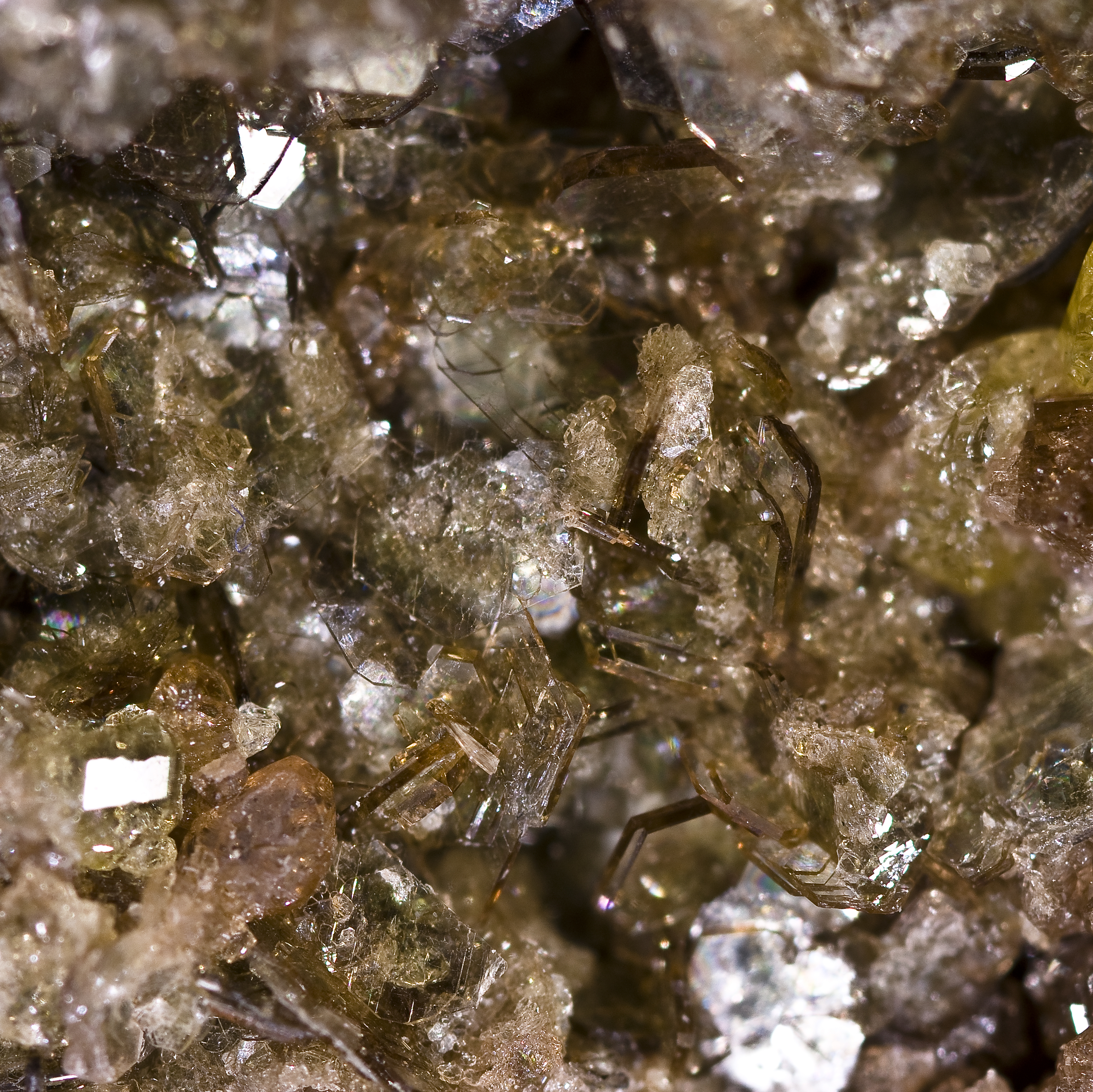
Phlogopite - mont Somma Italie - (vue 1 cm)
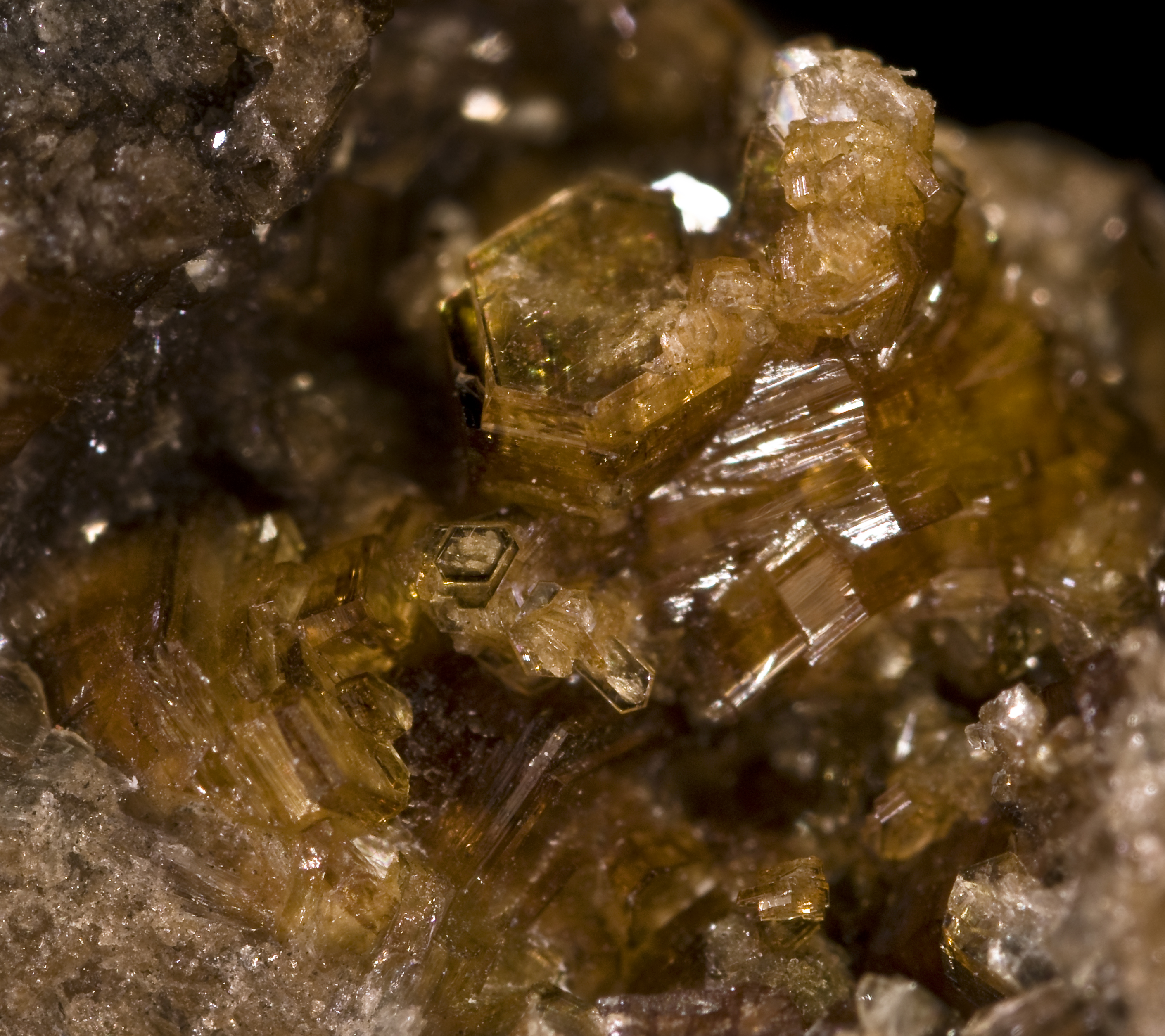
Phlogopite - mont Somma Italie - (vue 0,7 cm)